# Грос-Гивиц
Грос-Гивиц (нем. Groß Gievitz) — коммуна в Германии, в земле Мекленбург-Передняя Померания.
Входит в состав района Мюриц. Подчиняется управлению Зеенландшафт Варен.  Население составляет 470 человек (на 31 декабря 2010 года). Занимает площадь 19,87 км². Официальный код  —  13 0 56 017.